# Thomann

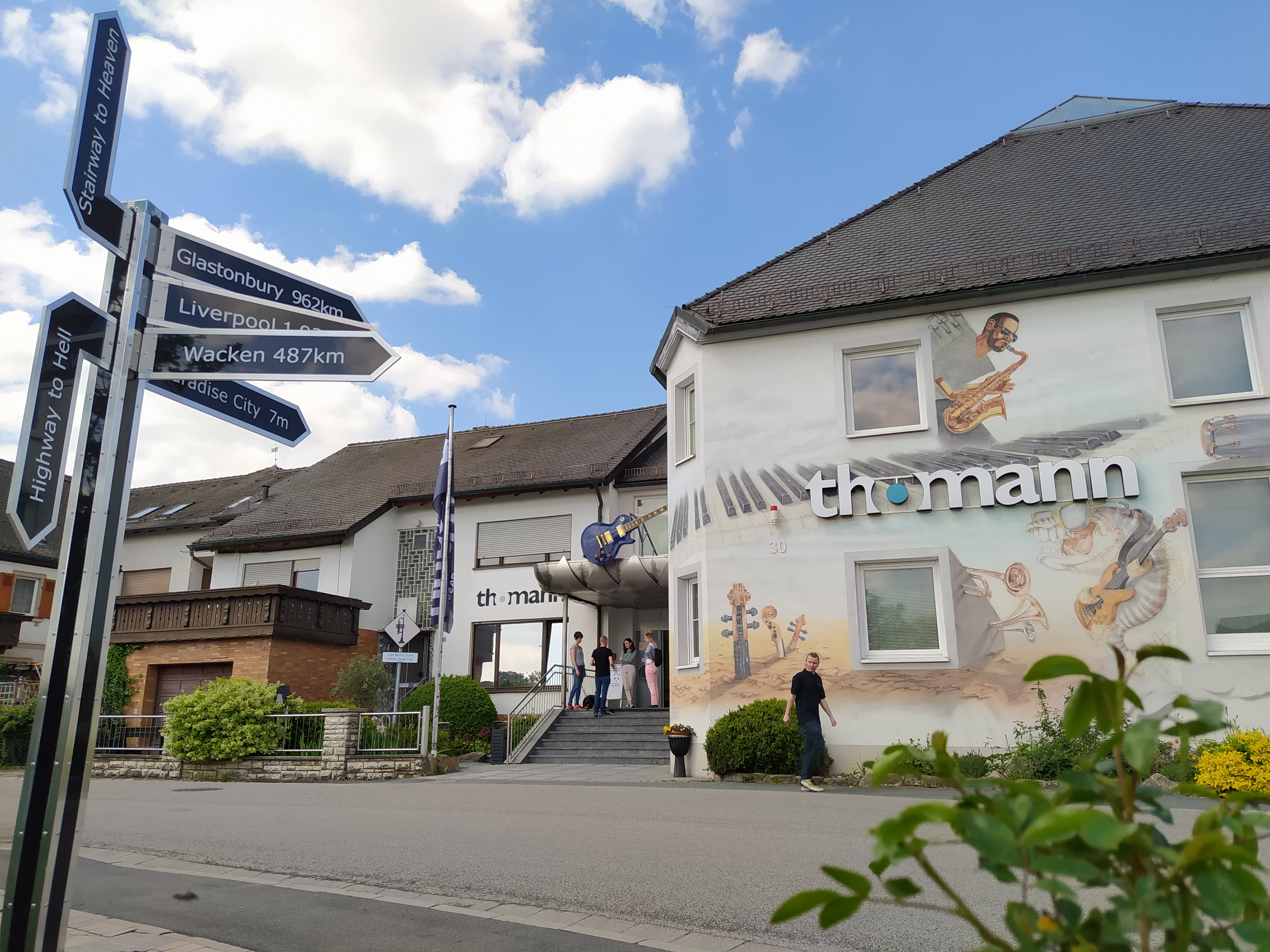
Musikhaus Thomann, ingresso principale, 2022

Musikhaus Thomann è un rivenditore tedesco di strumenti musicali, attrezzatura per l'home recording, luci e accessori per concerti e spettacoli. Thomann è diventato famoso grazie alla sua intensa attività di rivenditore online attraverso il Thomann Cyberstore. Secondo un articolo del 2014 riportato dal Fränkischer Tag, maggiore giornale dell'alta franconia con sede in Baviera, Musikhaus Thomann è il più grande rivenditore online al mondo nella sua categoria. Hans Thomann Sr. fondò l'azienda di stampo famigliare nel 1954 a Treppendorf, una frazione di Burgebrach, un piccolo paese situato in Baviera.

## Marchi
Thomann vende prodotti di alcuni brand che lavorano per lui, tra i quali:
- Harley Benton (strumenti musicali a corde pizzicate, accessori, amplificatori per chitarra, effetti a pedale)
- Startone (strumenti a fiato, ottoni, fisarmoniche, chitarre, leggii)
- Lead Foot (interruttori a pedale)
- Millennium (batterie, percussioni, supporti)
- Roth & Junius (Strumenti ad arco, pianoforti)
- Stairville (luci per lo spettacolo)
- Swissonic (registratori audio, speakers da studio, tastiere MIDI)
- the box, the box pro (impianti audio)
- the sssnake, pro snake (cavi)
- the t.akustik (materiale per l'assorbimento acustico)
- the t.amp (impianti audio)
- the t.mix (mixers)
- the t.meter (indicatori di livello)
- the t.bone (microfoni, cuffie)

come parte del brand t.bone, Thomann distribuisce un'ampia gamma di microfoni prodotti dai più importanti produttori cinesi:
- the t.racks (flightcases, accessori)
- Thomann (vari prodotti)
- Thon (flightcases, custodie rigide e morbide)